# Väljaküla (Orissaare)
Väljaküla – wieś w Estonii, w prowincji Sarema, w gminie Orissaare. 1 stycznia 2008 roku wieś zamieszkiwały 3 osoby.